# Padmasana (Heiligtum)

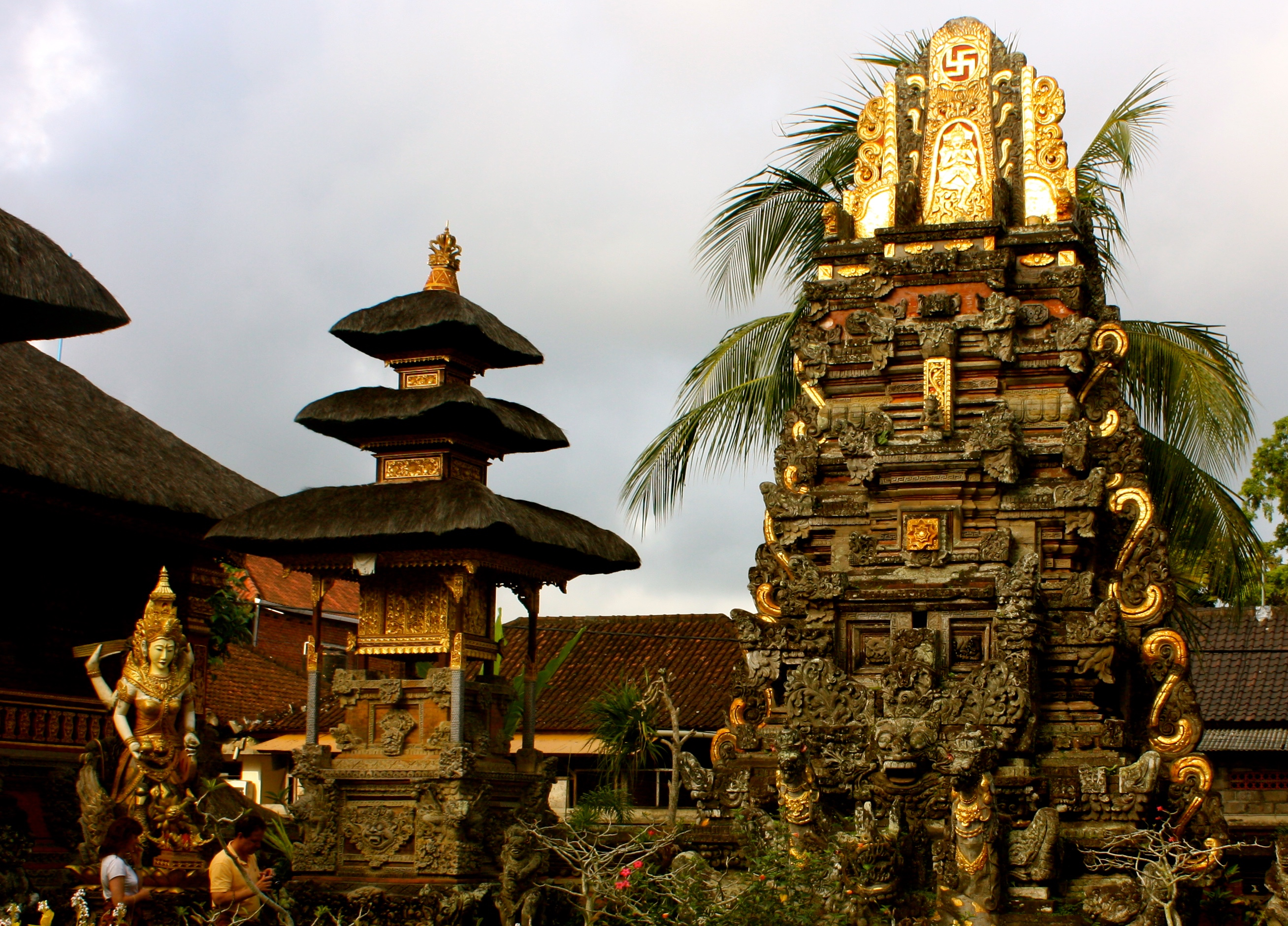
Padmasana (rechts) in Pura Taman Saraswati, Ubud, Bali (2011)

Ein Padmasana, auch Lotossitz, ist eine Form eines Heiligtums in Tempeln des balinesischen Hinduismus. Es hat die Form eines schmalen, unbesetzten Throns, der sich 1,50 m über den Boden erhebt. Die rituelle Funktion des Padmasanas ist, den Göttern als Sitz zu dienen, wenn sie den Tempel besuchen. Es können drei unterschiedliche Typen des Götterthrones unterschieden werden: Das einsitzige Padmasana ist für Shiva oder den Sonnengott Surya. Der Thron mit zwei Sitzen dient dem Ahnenkult, wobei einer für den männlichen und einer für den weiblichen Vorfahren ist. Das dreisitzige Padmasana hat entweder gleichfalls den Zweck, die vergöttlichten Ahnen zu ehren, oder es ist für die Trimurti von Brahma, Vishnu und Shiva. Die größte Bedeutung hat das Padmasana im Innenhof eines balinesischen Tempels, wenn er im heiligsten Winkel, der im Volksglauben der nordöstliche ist, errichtet ist. In diesem Fall ist der Thron mit dem Rücken zum Gunung Agung ausgerichtet und der Obergottheit Ida Sanghaya Widhi Wasa in seiner Erscheinungsform als Siwa Raditya gewidmet, dem balinesischen Pendant zum Sonnengott Surya.